# Rainer Heilmann
Rainer Heilmann (* 14. Januar 1964 in Zweibrücken; † 2. März 2015) war ein deutscher Fußballspieler.

## Karriere
Heilmann begann seine Karriere beim SV Ixheim und wechselte später zum FK Pirmasens. Zwischenzeitlich spielte er für den 1. FC Saarbrücken, konnte sich jedoch als 19-Jähriger nicht als Stammspieler durchsetzen. Seine erste und einzige Profistation war der SSV Ulm 1846 in der Zweitligasaison 1987/88. Sein Debüt gab er hierbei am 20. Juli 1987 gegen Blau-Weiß 90 Berlin (2:4), dem 1. Spieltag der Saison. Nachdem die Spielzeit mit dem Abstieg der Ulmer geendet hatte, wechselte er in die Oberliga Südwest zu Wormatia Worms. Ab 1990 spielte er noch für unterklassige Vereine wie den SV Hermeskeil und Palatia Contwig.
Nach Stationen beim TuS Eschringen und SC Halberg Brebach übernahm er 2008 das Traineramt als U-19 Trainer beim FV 09 Bischmisheim und führte die A-Junioren in nur zwei Jahren in die höchste Spielklasse im Saarland.( A-Jugend-Verbandsliga Saarland). 
Im Jahr 2012 übernahm Heilmann den Trainerposten der 1. Mannschaft des FV 09 Bischmisheim in der Verbandsliga Süd-West.
Trotz zahlreicher Abgänge vor der Saison, hielt sich die Mannschaft bis zum vorletzten Spieltag im Rennen und stieg letztlich mit 32 Punkten aus 30 Spielen, als zwölfter von sechzehn Mannschaften ab. In der darauf folgenden Saison erreichte die Mannschaft den dritten Platz in der Landesliga Süd und verpasste damit knapp den Wiederaufstieg.
Heilmann erkrankte 2014 schwer. Sein letztes Spiel an der Seitenlinie leitete er am 29. November 2014 gegen den SV Walpershofen. Heilmann verstarb am 2. März 2015 mit 51 Jahren. Er war verheiratet und hatte einen Sohn. 

### Statistik
| Liga          | Spiele (Tore) |
| ------------- | ------------- |
| 2. Bundesliga | 18 (0)        |
| Wettbewerb    |               |
| DFB-Pokal     | 02 (0)        |